# Anna Oziero
Anna Oziero (ur. 5 lipca 1984) – polska judoczka.
Była zawodniczka klubów: KSJ Gwardia Koszalin (1998-2000), KJ Samuraj Koszalin (2000-2011). Trzykrotna brązowa medalistka mistrzostw Polski seniorek (2008 - kat. ponad 78 kg, 2009 - kat. do 78 i kat. open). Ponadto m.in. młodzieżowa mistrzyni Polski 2006 oraz wicemistrzyni Polski juniorek 2003.